# 조선민주주의인민공화국 보통교육성
보통교육성(普通敎育省)은 조선민주주의인민공화국의 폐지된 중앙 행정 기관이다. 1960년 12월 27일 교육문화성에서 분리되었으며, 소학교와 탁아소 교육에 관한 행정 사무를 담당하였다. 후에 교육성에 통합되었다. 2010년 6월 교육성이 교육위원회로 개편되면서, 교육위원회 산하로 부활하였다.

## 연혁
- 1948년 9월 2일 문화선전성 설치
- 1957년 8월 3일 문화선전성 폐지, 문화선전성의 일부 기능과 문교성의 기능 일부를 합쳐 교육문화성 설치
- 1960년 12월 27일 교육문화성이 보통교육성과 중등교육성, 문화성으로 분리, 보통교육성 발족
- 고등교육성과 중등교육성과 통합하여 교육성으로 재개편
- 2010년 6월 교육성이 교육위원회로 확대 재개편, 고등교육성과 함께  부활

## 역대 상, 부상

### 역대 상
- 리일경, 1960년 12월 27일 ~ 1961년 1월 20일, 교육문화상 역임
- 김창만, 1961년 1월 21일 ~ 1962년 10월 22일
- 윤기복, 1962년 10월 23일 ~ 1964년 2월 19일

- 리국철 2012년 2월 16일 ~ 2014년 4월 9일, 교육위원회 위원장 겸직
- 김승두 2014년 4월 9일 ~ , 교육위원회 위원장 겸직

### 역대 부상
- 송정우 1958년 전후, 교육성 보통교육국 부국장 출신

## 같이 보기
- 중등교육성
- 고등교육성
- 교육성
- 교육문화성